# Protaetia lineata
Protaetia lineata är en skalbaggsart som beskrevs av Mohnike 1873. Protaetia lineata ingår i släktet Protaetia och familjen Cetoniidae. Inga underarter finns listade i Catalogue of Life.